# Franklin (Pennsylvania)
Franklin város az USA Pennsylvania államában. Venango megye székhelye. Lakosainak száma 6077 fő (2020. április 1.).

## Népesség
A település népességének változása:

| 2010 | 6 545 |
| 2020 | 6 077 |